# Satria (Binjai Kota)
Satria is een bestuurslaag in het regentschap Binjai van de provincie Noord-Sumatra, Indonesië. Satria telt 3278 inwoners (volkstelling 2010).